# Lakšárský potok
Lakšárský potok je potok tekoucí v Záhorské nížině, na území okresů Senica a Malacky. Je to levostranný přítok Rudavy s délkou 23 km a je vodním tokem IV. řádu. Od osady Horné Valy teče rozšířeným a zregulovaným korytem. Za osadou Dolné Valy se zprava odděluje boční rameno, ústící do vodní nádrže Horná Studená Voda. Koryto křižují vícero vodních kanálů, na dolním toku Topoľný potok a Levársky potok.

## Pramen
Pramení na Borské nížině, v podcelku Lakšárska pahorkatina, na území obce Lakšárska Nová Ves v nadmořské výšce cca 220 m n. m.

## Směr toku
Od pramene teče na západ, u osady Ciglát se stáčí na jih

## Geomorfologické celky
Borská nížina, podcelky Lakšárska pahorkatina, Bor, Záhorské pláňavy a Dolnomoravská niva

## Přítoky
Zprava přítok vytékající z Červeného rybníka, Studená voda, zleva přítok z oblasti Na ohradách, Grgás, z oblasti Otcovské a Porec

## Ústí
Vlévá se do Rudavy u obce Malé Leváre v nadmořské výšce kolem 148 m n. m.

## Obce
osady Šišulákovci, Horné Valy, Dolné Valy, Tomky (okrajem), Hladík, Húšky (okrajem), Trajlinky, Ciglát a okrajem obce Malé Leváre.